# Leif Juster

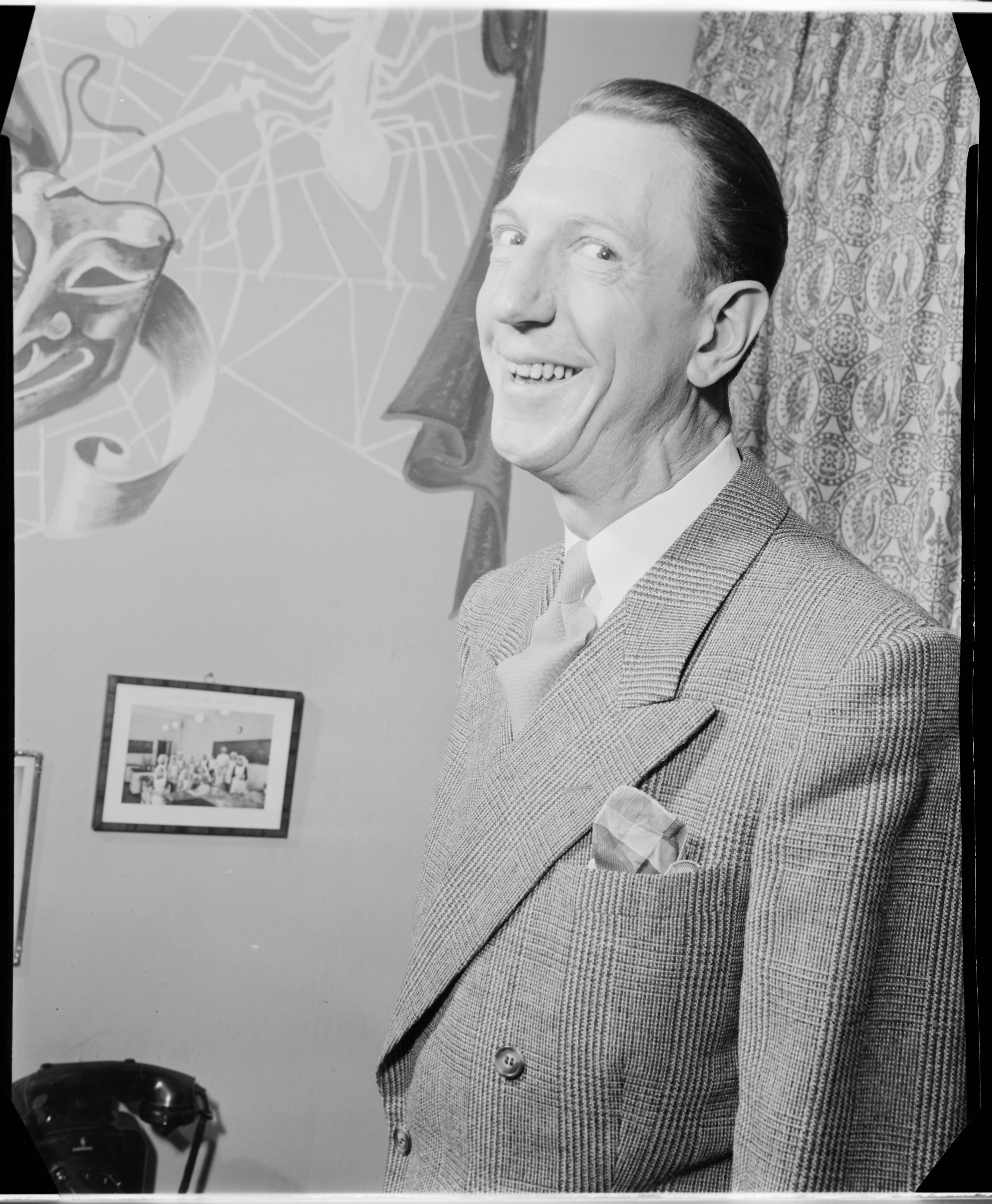
Leif Juster en 1954

Leif Juster (14 de febrero de 1910 – 25 de noviembre de 1995) fue un actor, cantante, humorista y director teatral de nacionalidad noruega.

## Biografía
Su verdadero nombre era Leif Normann Nilsen, y nació en Oslo, Noruega, siendo sus padres Just Nikolai Nilsen y su esposa Tullik. Al comienzo de su carrera de actor utilizó el nombre «Just-Nilsen», pero a finales de los años 1930 se vio obligado a cambiarlo por el que le dio fama.

### Inicios
Leif Juster debutó en la revista de Victor Bernau Chat Noir høstrevy 1930, en la cual encarnaba a Haakon VII de Noruega. Al siguiente año fue estudiante en el Det Nye Teater, donde fue contratado más adelante. En paralelo con su actividad estudiantil, aprendía en privado de Alfhild Stormoen. Tras pasar una audición con el gerente del Det Nye Teater, Ingolf Schanche, obtuvo el papel de un mayordomo de 70 años en la obra Teaterblod en 1931. El elenco de la pieza incluía actores de renombre como Agnes Mowinckel, Bertha Ræstad y Lillebil Ibsen.

### Revista
En enero de 1934 volvió al Chat Noir, pasando después a trabajar con Victor Bernau en el Scala Teater. En la revista Det lysner litt actuó junto a Jens Book-Jenssen. Sin embargo, su gran oportunidad, según la crítica, llegó con la revista del Chat Noir Brøl Oslo en 1936, en la cual participaban futuras estrellas como Arvid Nilssen, Ernst Diesen y Kari Diesen. La revista sostuvo un total de 267 representaciones. En 1937 trabajó en Opp med teppet, representada en el nuevo edificio del Chat Noir en Klingenberggaten. Posteriormente actuó en las revistas Si det i toner y Sol i Høiden, la cual tuvo 150 representaciones en la primavera de 1938. En 1939 Juster actuó en la versión teatral de la opereta Dollarprinsessen y, a finales de ese año, en Norrønafolket vil fare. En la pieza Tenk på noe annet, estrenada en enero de 1940, actuó con el número Swing-dilla. La última revista de Juster en el Chat Noir fue Orfeus i undergrunnen, representada en 1940.  

### Huelga teatral y campo de concentración de Grini
En la primavera de 1941 los actores noruegos fueron a la huelga, en protesta por la presión que sus colegas recibían para emitir propaganda nazi en la radio. Los que se negaban a colaborar con la propaganda perdían el derecho a actuar en cualquier lugar del país. La huelga duró cinco semanas. Juster era representante de los actores en el Chat Noir, y fue uno de los internados en el campo de concentración Grini, en Bærum. Finalmente las demandas de los actores se aceptaron, y los prisioneros fueron liberados en julio de 1942.

### Edderkoppen teater
En 1941 Henry Gleditsch lo alentó a asumir la dirección del Søilen Teater, pues Gleditsch había aceptado un puesto directivo en el Teatro de Trøndelag. Juster se hizo cargo del teatro en enero de 1942, renombrandolo Edderkoppen teater. Juster fue director del teatro, y trabajó como actor y director de escena en lo que se iba a convertir en un teatro de revista y opereta. La primera revista fue Saker og ting, en otoño de 1942. Varios de los artistas de revistas más populares de la época se asociaron con el teatro, entre ellos Ernst Diesen, Kari Diesen, Arve Opsahl, Rolf Just Nilsen, Lalla Carlsen, Dan Fosse, Willie Hoel y Arvid Nilssen. Leif Juster colaboró también con artistas relacionados con un teatro más serio, como fue el caso de Liv Dommersnes, Henki Kolstad, Tor Stokke, Inger Marie Andersen y Frank Robert. 
Uno de los mayores éxitos de la historia del teatro noruego se estrenó en 1950, la farsa de Bias Bernhoft Bare jatt me'n. Casi 800 representaciones más tarde, la farsa fue reescrita y adaptada a la pantalla como la película Fjols til fjells, que protagonizaba Juster. 
Por motivos económicos el teatro hubo de cerrar en 1967. Se hicieron cargo de las instalaciones Einar Schanke y Tom Sterri, pasando a llamarse ABC-teatret. En la década de 2000 se estableció el nuevo Edderkoppen, local el siguió representando espectáculos de revista.

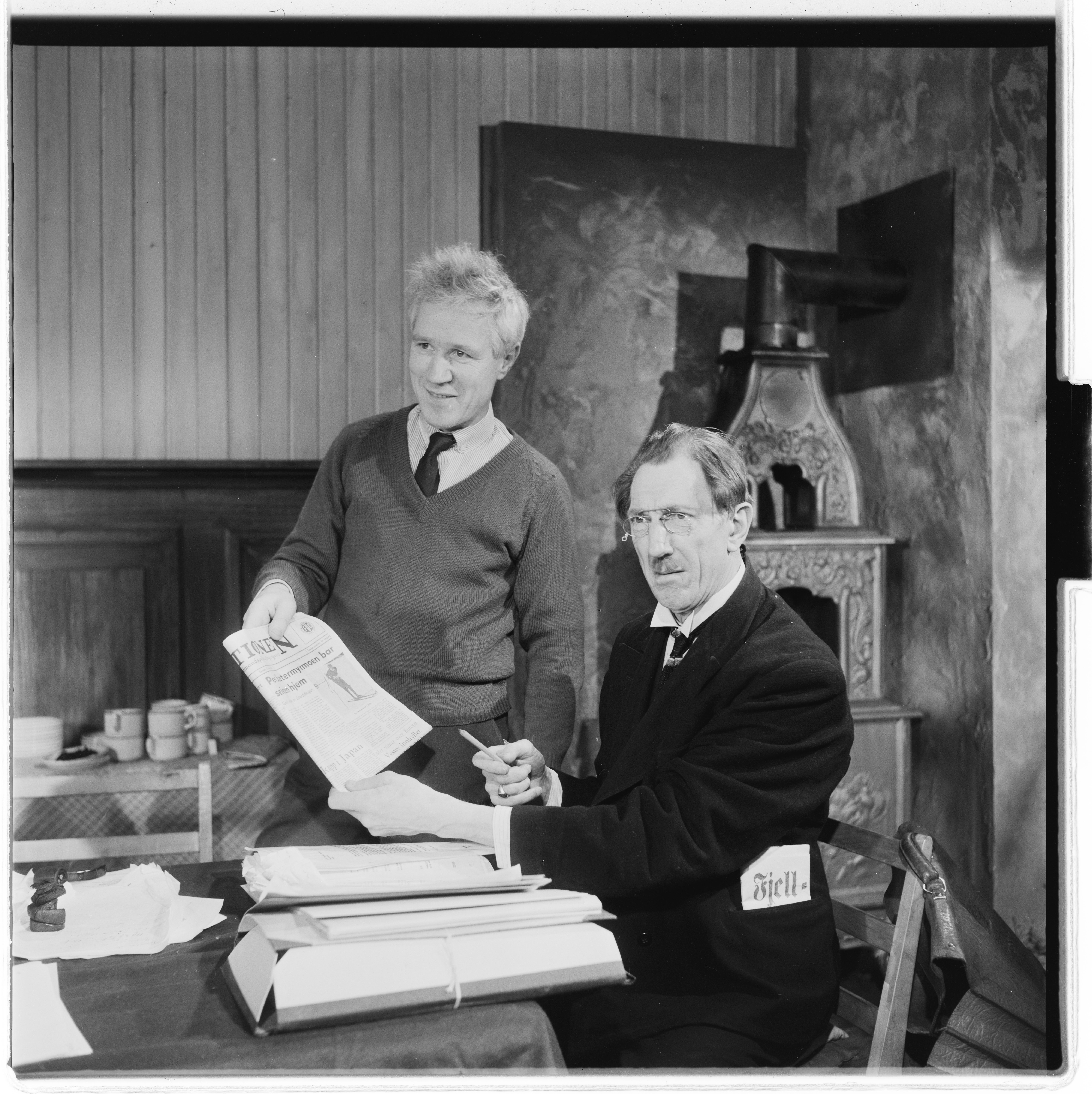
Leif Juster y Kjell Aukrust en 1963

### Oslo Nye Teater y jubilación
Tras el cierre del Edderkoppen, Juster fue contratado por el nuevo gerente del Oslo Nye Teater, Toralv Maurstad. Su primer papel en dicho teatro fue Stakan en la obra de Dario Fo Erkeengler jukser ikke, interpretando después varios papeles de comedia. Retirado en 1980, permaneció asociado al mundo del teatro como artista independiente. En 1981 tuvo un gran éxito con Wenche Foss en Sensommer. En los años 1980 volvió en varias ocasiones al Chat Noir, actuando en revistas bajo la dirección de Dag Frøland y Einar Schanke. Hizo un último papel en el Oslo Nye en 1987.

### Radio y televisión
Leif Juster fue un frecuente invitado de programas radiotelevisivos de entretenimiento, siendo todavía recordadas muchas de sus canciones. Tuvieron especial fama sus números Prammen og madammen y Mot norrmalt. Con motivo de su 70 cumpleaños en 1980 se hizo una gran fiesta transmitida por la Norsk Rikskringkasting, en la cual participaron Kari Diesen y el sobrino de Juster, Rolf Just Nilsen.

### Cine
Leif Juster debutó como actor de cine en 1934, y algunas de sus películas se consideran clásicos del cine de su país. Entre las más conocidas figuran Den forsvundne pølsemaker, Fjols til fjells, Bustenskjold, Bussen, Freske fraspark, Mannen som ikke kunne le, Balladen om mestertyven Ole Høiland, Flåklypa Grand Prix y Bryllupsfesten. La última actuación de Leif Juster fue el papel de un amargado paciente en una residencia de ancianos en el cortometraje Jakobsen (1993).
Leif Juster falleció en Bærum, Noruega, en el año 1995.

### Filmografía (selección)
- 1993 : Mot i brøstet
- 1993 : Jakobsen
- 1989 : Bryllupsfesten
- 1975 : Flåklypa Grand Prix (narrador)
- 1975 : Skraphandlerne
- 1970 : Balladen om mestertyven Ole Høiland
- 1968 : Mannen som ikke kunne le
- 1967 : Musikanter
- 1963 : Freske fraspark
- 1961 : Bussen
- 1958 : Bustenskjold
- 1957 : Fjols til fjells
- 1941 : Den forsvundne pølsemaker
- 1936 : Morderen uten ansikt
- 1934 : Op med hodet

## Leif Justers ærespris
El Premio Honorario Leif Juster se concede anualmente a personas destacadas dentro del mundo de la revista en Noruega. El premio se da el día 14 de febrero, fecha del cumpleaños de Juster. Algunos de los premiados son Sølvi Wang, Arve Opsahl, Elisabeth Granneman y Øystein Sunde.

## Premios y reconocimientos
- 1957 : Medalla del Mérito del Rey
- 1969 : Estatuilla Leonard
- 1978 : Premio Cultural de la ciudad de Oslo
- 1980 : Caballero de Primera Clase de la Orden de San Olaf
- 1991 : Premio Amanda
- Comendador de la Asociación de Artistas
- Miembro honorario de la Sociedad de escritores de revista de Noruega
- Miembro honorario del Sindicato de actores de Noruega

## Biografía
- Mot norrmalt! Bilder fra et langt liv. Editada en 1990.

## Discografía
La lista no es cronológica, sino alfabética
- Amerikabåtens Hjemkomst Julaften
- Bamsens Fødselsdag
- Bestemors Mazurka
- Den Få'kke Du
- Den Holder Koken
- Doffen I Norsktimen
- Doffen På Skolen
- Eia Var Jeg Der – 1
- Eia Var Jeg Der – 2
- Forlorne Spanske Fårefrikadeller I Dill
- Heididlumdei
- Hop-Di-Dei
- Hurraguttcharmøren
- I Bordeaux Og Marseille
- Idealet
- Kokosnøtten
- Krølltopp
- Ola Oppigar'ns Rheinlender
- Pippi Langstrømpe Del-1
- Pippi Langstrømpe Del-2
- Pippi Langstrømpe Del-3
- Pippi Langstrømpe Del-4
- Pramhusbesidderen
- Problemet
- Pølsemaker, Pølsemaker
- Pølsevev
- Saker & Ting
- Skolesketsj Del 1
- Skolesketsj Del 2
- Solformørkelse
- Stompen Min
- Størmann På Måka
- Sudde-Rudde-Reisan
- Swingvise – 1
- Swingvise – 2
- Sykkelvisa
- Trekkspillmannen
- Typene
- Vær Glad For Det Lille Du Har